# Morena Martínez Franchi

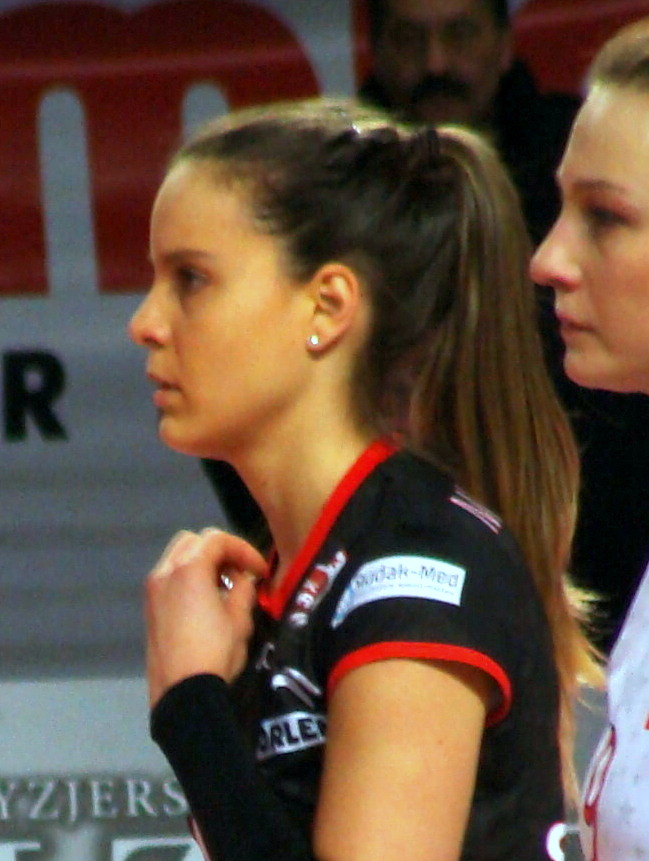
A jogadora de vôlei argentina Morena Martínez Franchi jogando pelo clube polonês Budowlani Toruń

Morena Martínez Franchi (19 de fevereiro de 1993) é uma voleibolista profissional argentina. 

## Carreira
Morena Martínez Franchi em 2016 representou a Seleção Argentina de Voleibol Feminino nos Jogos Olímpicos de Verão no Rio de Janeiro, que foi 9º colocada.